# Lea Salonga
Lea Salonga (obecnie Lea Salonga-Chien, ur. 22 lutego 1971 w Manili) – filipińska piosenkarka i aktorka, laureatka nagrody Tony. Znana przede wszystkim jako premierowa odtwórczyni głównej roli Kim w musicalu Claude-Michel Schönberga Miss Saigon w Londynie i Nowym Jorku.

## Życiorys

### Młode lata
Rozpoczęła karierę już w wieku 7 lat śpiewając w musicalu Król i ja. Wystąpiła również w kilku innych spektaklach, jak Skrzypek na dachu, Dźwięki Muzyki, Papierowy księżyc.
Swój pierwszy album, Small Voice nagrała w wieku lat dziesięciu. W nagraniu brał również udział jej brat, Gerard (później dyrektor muzyczny i artystyczny oraz dyrygent jej koncertów). Drugi „dziecięcy” album (Lea) nagrała w 1988 roku. Brała również udział w nagraniu wielu programów w filipińskiej telewizji. Otrzymała kilka nagród aktorskich dla młodych artystów.

### Kariera międzynarodowa

#### Miss Saigon
W roku 1989 Lea wzięła udział w przesłuchaniach do premierowego Miss Saigon. Producenci mieli ogromne problemy ze znalezieniem w Wielkiej Brytanii Azjatki z odpowiednim głosem i śpiewającej dobrze po angielsku. Salonga otrzymała główną żeńską rolę Kim na West Endzie. Ta rola szybko przyniosła jej międzynarodową sławę. W kwietniu 1991 Lea została również premierową wykonawczynią roli Kim na Broadwayu. Salonga za tę rolę zdobyła nagrody:
- Laurence Olivier Award
- Tony,
- Drama Desk Award
- Outer Critics Circle Award
- Theatre World Award

Salonga odtwarzała tę rolę wielokrotnie na różnych scenach, z przerwami na inną działalność artystyczną. W roku 1999 została zaproszona na ostatnie londyńskie przedstawienia, a w 2001 roku zamykała również produkcję na Broadwayu.

#### Les Misérables
W roku 1993 Lea zakończyła pierwszą turę występów w Miss Saigon i została zaangażowana do broadwayowskiej wersji Les Misérables jako Eponina.
W roku 1995 Cameron Mackintosh zaprosił ją do odtworzenia tej partii w koncercie z okazji 10 rocznicy anglojęzycznej premiery (w londyńskim Royal Albert Hall). Rok później Salonga znalazła się w obsadzie londyńskiej Les Miserables, później brała udział w tournée spektaklu po USA i Hawajach.
W 2007 Lea Salonga wróciła ponownie do spektaklu, tym razem otrzymała w broadwayowskim wznowieniu rolę Fantyny. W październiku 2010 roku Lea wystąpiła ponownie jako Fantyna w jubileuszowym spektaklu z okazji 25 rocznicy brytyjskiej premiery.

#### Inne występy
Lea w międzyczasie występowała w wielu musicalach na Filipinach, między innymi:
- Grease w 1994 jako Sandy
- They’re Playing Our Song
- Into the Woods

W roku 1998 wzięła udział w rocznicowym koncercie poświęconym producentowi Cameron Mackintoshowi pod tytułem „Hey Mr. Producer: The Musical World of Cameron Mackintosh”.
W 2002, Salonga wróciła na Broadway grając rolę w musicalu Flower Drum Song

#### Muzyka filmowa
Lea użyczyła swojego śpiewu w wielu filmach animowanych. Dotyczy to:
- Aladyna gdzie zaśpiewała partie Jasmine – utwór „A Whole New World” otrzymał w roku 1993 Oscara[11][12]
- Mulan (1998) gdzie zaśpiewała tytułową partię
- Mulan II (2004) – ta sama rola

## Życie prywatne
Lea Salonga jest najstarszą córką Feliciano Genuino Salonga i Ligaya Alcantara Imutan. Ma młodszego brata, Gerarda Salonga, który jest kompozytorem.
W 2004 Salonga poślubiła Roberta Charlesa Chiena. Ze związku mają córkę, Beverly Chien, urodzoną w maju 2006.

## Dyskografia
- Small Voice (1981)
- Lea (1988)
- Miss Saigon (Original London Cast) (1990)
- The King and I (Hollywood Studio Cast) (1992)
- Little Tramp – The Musical (1992)
- Aladyn (1992)
- Lea Salonga (album) (1993)
- Les Misérables – The Dream Cast in Concert (1995)
- I’d Like to Teach the World to Sing (1997)
- Mulan (1998)
- By Heart (1999)
- Lea... In Love (1999)
- Lea Salonga Live Vol. 1 (2000)
- Lea Salonga Live Vol. 2 (2000)
- Lea Salonga: The Christmas Album (2000)
- Songs from The Screen (2001)
- The Broadway Concert (2002)
- Flower Drum Song – 2002 Broadway Revival Cast (2003)
- 100% Lea Gives Her Best (2003)
- Songs from Home: Live Concert Recording (2004)
- Mulan II (2005)
- The Ultimate OPM Collection (2007)
- Inspired (2007)
- Shelldon (2008)

## Filmografia
- Tropang Bulilit (1981)
- Like Father, Like Son (1985)
- Captain Barbell / Mars Ravelo’s Captain Barbell (1986)
- Ninja Kids (1986)
- Dear Diary (1989)
- Pik Pak Boom (1989)
- Bakit Labis Kitang Mahal / Why Do I Love You So Much (1992)
- Aladyn (1992) – śpiew Jasmine
- Sana Maulit Muli / Hopefully, Once More (1995)
- Mulan (1998) – śpiew Mulan
- Aladdin in Nasira’s Revenge (2001) – śpiew Jasmine
- Mulan 2 (2005) – śpiew Mulan
- Disney Princess Enchanted Tales: Follow Your Dreams (2007) – śpiew Jasmine